# マリク・シャムス・ウッディーン1世
シャムスッディーン・ムハンマド・イブン・アブー・バクル（? - 1277年/78年）は、かつてイラン東部に存在したクルト朝（カルト朝）の創始者（在位：1253年 - 1277年）。

## 生涯
シャムスッディーンは、ゴール朝の領主ルクンッディーンの子、あるいは孫と伝えられている。15世紀の歴史家イスファザーリーは、シャムスッディーンの母親はゴール朝のスルターン・ギヤースッディーン・ムハンマドの娘だと伝えている。ルクンッディーンはヘラートの東に位置するハイサル城を本拠とし、早い段階でゴール地方に侵入したモンゴル帝国に降伏した。
ルクンッディーンはモンゴルのインド遠征に従軍する際にシャムスッディーンを伴い、シャムスッディーンは軍中でモンゴルの慣習・制度を学んだ。1245年/46年にルクンッディーンが没した時、シャムスッディーンはモンゴルの将軍ダイル・バートルの支持を得てルクンッディーンの地位を継承する。1246年/47年にシャムスッディーンはモンゴルの遠征に参加し、ラホール、ムルターンの攻略に参加する。遠征中に他のモンゴルの将軍と諍いを起こしたシャムスッディーンはダイル・バートルの庇護を求めたと言われている。ダイル・バートルの死後、シャムスッディーンはすでにモンゴルに服属した土地で略奪を行う将軍たちを弾劾し、彼らがモンゴル高原の宮廷にシャムスッディーンを誹謗する書状を送ったため、シャムスッディーンは弁解のためにモンゴルに向かった。シャムスッディーンが来朝した当時、モンゴルの宮廷では亡くなったばかりの先代の大ハーン・グユクを支持する派閥とトゥルイの長子モンケの派閥が争っており、この権力闘争においてシャムスッディーンはモンケの派閥に加わった。権力闘争に勝利して大ハーンに即位したモンケは功労者であるシャムスッディーンにヘラートの支配を認める勅書と牌子を与え、1253年にシャムスッディーンは任地のヘラートに入城する。
ヘラートに入城したシャムスッディーンはオゴデイの時代にヘラートの統治を命じられたアミール・ムハンマド、カルルグらに峻厳な態度で接し、カルルグを職務怠慢の咎で街から追放した。翌1254年にヘラート周辺の諸勢力を招撫し、来訪の求めに応じなかったガルチスターンのサイフッディーンを殺害する。1255年からスィースターンを支配するアリー・マスウード一族との抗争が始まり、1265年に入ってスィースターンはようやくシャムスッディーンの支配下に収まった。
1255年にシャムスッディーンはサマルカンドを訪れ、郊外の草地に陣営を張っていた征西軍の司令官フレグと面会する。フレグはイランの諸侯の中でいち早く軍営を訪れたシャムスッディーンを厚遇し、改めてヘラート、ゴール地方、ガルチスターンの支配を委任した。1256年から1257年にかけてシャムスッディーンはアフガニスタン方面で軍事活動を展開してフレグの西征を支援し、1260年代にもアフガニスタン遠征は断続的に続けられた。イランとインドを接続する「バローチスターンの門」を抑えて、アッバース朝やニザール派の暗殺教団といったイラン・イラクのイスラーム勢力とインドのイスラーム勢力との連絡を絶ち、シャムスッディーンはアフガニスタン攻撃までに行われた軍事作戦のほとんどを自前の戦力によって達成する。
シャムスッディーンは親族のタージュッディーン・ハールをヘラートの代官に任命し、シャムスッディーンの留守中にはタージュッディーン・ハールとモンケによってヘラートに派遣された将軍メルキタイの両人がヘラートを統治していた。タージュッディーン・ハールとメルキタイはイルハン朝を建てたフレグにシャムスッディーンを讒訴するが、シャムスッディーンは無実を訴えて両者を罷免する。1266年にシャムスッディーンはフレグの跡を継いだアバカの下でジョチ・ウルスのベルケと戦った。シャムスッディーンはデルベント付近の戦闘で重傷を負いながらも戦功を挙げ、戦後恩賜品を受け取ってヘラートに帰還した。
1269年/70年、カイドゥの支援を受けたチャガタイ・ハン国のバラクはイルハン朝の支配下にあるイランに侵入し、ニーシャープールを占領する。バラクはシャムスッディーンに使者を送り、従属と引き換えにホラーサーン地方の支配の委任を提案した。シャムスッディーンは使者に伴われてバラクの軍営を訪れ、ホラーサーン支配の委任の約束の再確認を受け、ホラーサーン地方の資産家の名簿の提出、ヘラートからの物資の徴発を命じられる。ヘラートに帰還したシャムスッディーンは住民に生命と財産の危険を告げるが、アバカがバラクに降伏した自分の逮捕を命じた事を知ると、ハイサール城に逃げ込んだ。アバカはバラクの軍隊を撃退した後にヘラートの破壊を命じようとするが、ホラーサーン総督トブシンと宰相シャムスッディーン・ジュヴァイニーはハイサール城の堅固な環境と、インド、トルキスタン方面からの防壁となるシャムスッディーンを敵に回す不利を挙げて反対した。アバカは二人が説いた懐柔策を聞き入れ、マリク・バルバーン、ウラド、トガイらを統治者不在のヘラートに派遣する。1271年/72年にシャムスッディーンはアバカの元に出頭するべきかを部下に諮り、子のトゥルクをトブシンの元に派遣した。トゥルクはトブシンからシャムスッディーンの地位の相続とヘラートの統治を認められ、ヘラートに入城したトゥルクはシャムスッディーンに統治の報告を送り、彼にヘラートへの入城を勧めた。1272年/73年、アバカはトゥルクに代えて新たな知事を任命する。
1275年/76年にアバカはシャムスッディーンの元に使者を送り、勅書、牌子、衣服を与え、ヘラートに入城して政務を執ることを勧めた。シャムスッディーンはおよそ7年ぶりにヘラートに入城し、アバカは軍を送ってシャムスッディーンを捕らえようとした。宰相ジュヴァイニーはホラーサーン地方が荒廃している現状で軍隊を動かすことが困難であることを説明し、エスファハーン知事を務める子のバハーッディーンを通してシャムスッディーンを召喚させることを提案した。1276年/77年にシャムスッディーンはジュヴァイニー親子からの来朝を勧める書簡を受け取り、これに応じてイルハン朝の首都タブリーズを訪れた。アバカにはシャムスッディーンの裏切りを許す意思はなく、ジュヴァイニーら廷臣の説得に応じずシャムスッディーンを投獄し、彼の二人の子供をデルベント方面の軍隊に送り込んだ。1277年12月/1278年1月にシャムスッディーンは毒殺され、なお用心を重ねるアバカの命令で検死が行われた上に棺には釘が打たれた。
1278年/79年、トブシンの提案でデルベントに派遣されていた子の一人ルクヌッディーンが呼び戻され、シャムスッディーンの地位の継承が認められた。

## ヘラートの復興事業
ヘラートに入城したシャムスッディーンは、モンゴル軍の攻撃によって荒廃した町の復興にとりかかった。
モンゴル帝国はヘラート市内での施設の再建を禁じていたために復興事業は城壁の外で行われていたが、シャムスッディーンは城壁内の復興の必要性を主張した。1264年/65年にアバカの命令でヘラートに工場と市場を建てる事になったとき、シャムスッディーンは城壁内での建設を主張したが、それらの施設は町の南に建設された。1267年/68年にジョチ・ウルスとの戦争を終えて帰国したシャムスッディーンは4か月間ヘラートに滞在し、モスク、橋梁、貯水池を建設する。また、復興事業は建設以外に福祉にも及び、シャムスッディーンは5,000ディナールを投じて貧民に保護を与えた。シャムスッディーンの統治下でヘラートの復興が進展し、チャガタイ・ハン国の侵入、イルハン朝の介入を退けた。
1270年/71年にシャムスッディーンがヘラートを離れた後、1272年/73年からアバカが任命したイルハン朝の統治者はヘラートで慰撫策を敷き、戸口調査を実施した。かつて背信行為を働いたシャムスッディーンに強攻策を採らずヘラートの直轄領への編入を試みるアバカの政策と、アバカに臣従を誓いながらも堅固な城砦に籠るシャムスッディーンの対応は、ヘラートに平穏をもたらした。